# Карликовый летучий кускус
Карликовый летучий кускус (лат. Acrobates pygmaeus) — вид млекопитающих из отряда двурезцовых сумчатых (Diprotodontia). Мелкие зверьки, способные к планирующему полёту.
Это самый маленький из летающих сумчатых; по размерам он меньше мыши: длина тела всего 6,5—8 см, вес 10—14 г. Самцы и самки одинакового размера, но самцы тяжелее. Несмотря на размеры, карликовый летучий кускус способен пролетать в прыжке до 30 м благодаря кожистой перепонке между конечностями. Она толще, чем у сумчатых летяг, но уже и короче, проходит между локтями и коленями. По её краю растут длинные волосы. Самой характерной чертой этого кускуса является хвост, действительно похожий на перо: он длиной 7—8 см, тонкий и почти голый, не считая двух гребней удлинённых жёстких волос по бокам (высотой до 8 мм). Кончик хвоста — голый, хватательный. Хвостом карликовый летучий кускус маневрирует во время полёта. Волосяной покров мягкий и шелковистый. Окрас спины и хвоста сероватый или светло-коричневый, однотонный, с тёмными кольцами вокруг глаз; брюхо серо-жёлтое или белое. Уши почти безволосые, только у их оснований растут небольшие пучки волос. Концевые фаланги пальцев расширены и снабжены ребристыми подушечками, помогающими кускусу цепляться за гладкие поверхности. IV палец на всех лапах самый длинный и снабжён особенно острым когтем. У самки хорошо развита выводковая сумка, которая изнутри выстлана жёлтым мехом; сосков 4.
Карликовый летучий кускус населяет леса восточной и юго-восточной Австралии от полуострова Кейп-Йорк до юго-восточной оконечности Южной Австралии. Его часто находят в приречных эвкалиптовых лесах (Eucalyptus camaldulensis), особенно по берегам реки Муррей. Образ жизни преимущественно древесный, однако поссумов-акробатов встречали и на земле, среди высокой травы. На деревья они в поисках корма поднимаются до высоты 40 м.
По образу жизни этот кускус напоминает белку-летягу. Это ловкий подвижный зверёк, который способен планировать с одного дерева на другое. Обычно он активен ночью; только кормящие самки выходят в поисках пищи и днём. Животных наблюдали группами до 20 особей, однако постоянных групп они, видимо, не образуют. Они строят небольшие сферические гнёзда из листьев эвкалипта, коры и папоротников; их гнёзда находили в самых разных местах — от дупел деревьев и пустых птичьих гнёзд до телефонных будок. При неблагоприятных ситуациях карликовые летучие кускусы впадают в оцепенение, причём температура их тел способна понижаться до 2°С. Оцепенение может длиться до 2 недель.
Большую часть пищи поссумам-медоедам дают эвкалипты. Эти зверьки выбирают из-под коры и опавших листьев насекомых и личинок; слизывают с листьев медвяную росу, манну и лерп. Они также собирают нектар, но редко. Их язык снабжён щетинками, характерными для нектароядных животных.
Карликовый летучий кускус не является территориальным животным и терпим по отношению к соседям. Размножаются они преимущественно с июля до января, причем большинство рождений приходится на август-ноябрь. Размер выводка редко превышает 4 детёнышей; в год выводков обычно два. Как правило, один детёныш в помёте умирает во время вскармливания. Детёныши остаются в сумке до 9 недель; позднее передвигаются на спине матери. Из-за эмбриональной диапаузы второй выводок обычно рождается сразу, как только прекращается вскармливание первого. Половая зрелость у самок наступает в 8, у самцов — в 12 месяцев.
Карликовый летучий кускус живёт в неволе до 7 лет и 2 месяцев. В природе они довольно обычны, но из-за своего древесного образа жизни очень чувствительны к вырубке лесов.